# Лапландская экспедиция Линнея
Лапландская экспедиция Линнея — путешествие великого шведского натуралиста Карла Линнея (1707—1778), которое он предпринял в одиночку в 1732 году. В течение пяти месяцев, с 12 мая по 10 октября 1732 года, Линней путешествовал (большей частью пешком) по шведской и норвежской Лапландии, а затем по Финляндии, преодолев в общей сложности более двух тысяч километров. В целом он двигался по часовой стрелке вдоль побережья Ботнического залива, предпринимая длительные путешествия вглубь Скандинавского полуострова от городов Умео, Лулео и Торнио; один раз ему удалось пересечь Скандинавский полуостров, достигнув побережья Норвежского моря. Во время своего путешествия Линней исследовал и собирал растения, животных и минералы, а также собрал разнообразные сведения о культуре и образе жизни местного населения, в том числе о коренных жителях Лапландии — саамах (лопарях). В конце сентября он добрался до Або (Турку) и через Аландские острова возвратился в Швецию.
По результатам экспедиции были изданы книги Flora Lapponica (с лат. — «Лапландская флора», 1732, полное издание — 1737), ставшая первой в мире книгой в жанре флора в его современном понимании, и Iter Lapponicum (с лат. — «Лапландское путешествие», первое издание — 1811), путевые заметки Линнея, до настоящего времени представляющие этнографическую ценность.

## Подготовка к экспедиции

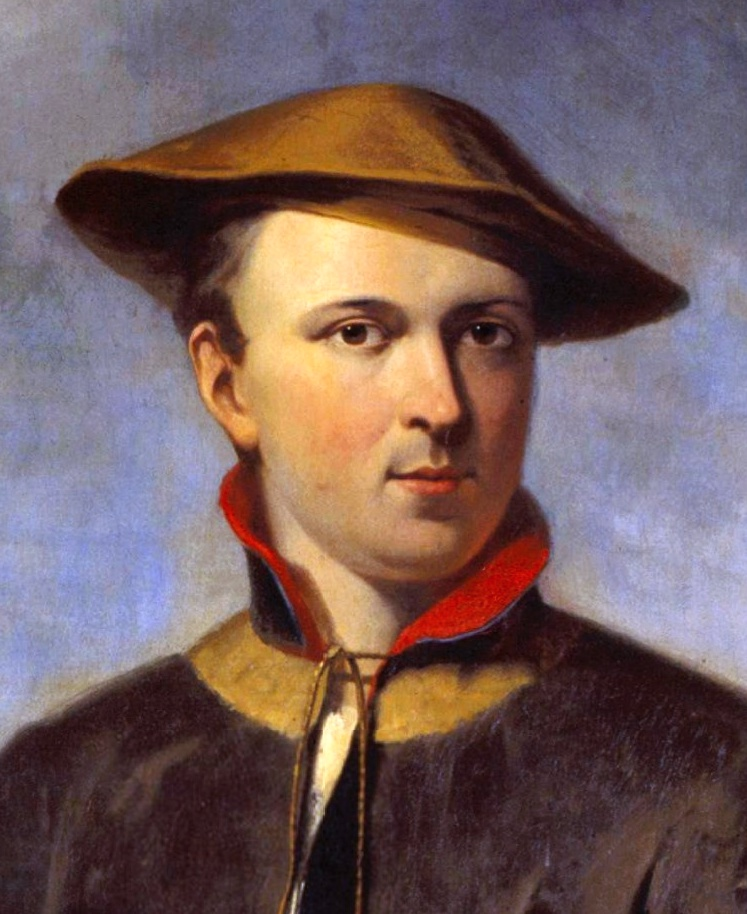
Молодой Линней. Фрагмент картины Хендрика Холландера

Лапландия в тот период представляла собой территорию, с научной точки зрения исследованную крайне слабо. Идея этого путешествия в значительной степени принадлежала профессору Улофу Рудбеку-младшему (1660—1740), который в 1695 году уже путешествовал по Лапландии (эту поездку Рудбека можно назвать первой научной экспедицией в истории Швеции), а позже на основании собранных в том числе и в Лапландии материалов написал и сам иллюстрировал книгу о птицах, которую показывал Линнею. К сожалению, большинство материалов, привезённых Рудбеком из путешествия, были утрачены в результате пожара, произошедшего в Уппсальском университете в 1702 году.
Планы Линнея относительно путешествия в этот регион заключались в том, чтобы найти новые растения, животных и полезные ископаемые. Кроме того, его интересовали саамы, коренное население Лапландии, — их образ жизни, а также особенности их одежды. В апреле 1732 года Линней наконец получил финансовую поддержку от Уппсальского королевского научного общества и стал готовиться к экспедиции.

## Экспедиция

### Уппсала — Умео
Линней отправился в экспедицию из Уппсалы 12 мая 1732 года. Через 11 дней он прибыл в первый крупный город на своём пути, Умео. Путешествовал он частично пешком, частично на лошади, с собой у него был дневник, рукописи для ботанических и орнитологических записей, а также бумажные листы для гербария. По пути, в районе города Евле, он обнаружил обширные заросли своего любимого растения, которое в то время было известно под названием Campanula serpyllifolia, колокольчик ползучелистный, а сейчас называется Linnaea borealis, линнея северная (род, в который был выделен этот вид, был назван в честь Карла Линнея голландским ботаником Яном Гроновиусом).
Во время этого пути Линней иногда останавливался, чтобы рассмотреть отдельные цветущие растения, а также горные породы, его также интересовали мхи и лишайники (последние — как основная пища северных оленей).

### Умео — Люкселе — Умео
Из Умео Линней отправился на северо-запад, в город Люкселе, который находился примерно в 120 километрах от берега (от Евле Линней двигался большей частью вдоль побережья Ботнического залива). Этот путь занял у него пять дней. В Люкселе он остановился у пастора, а затем отправился ещё дальше от побережья, планируя добраться до Сурселе (ещё более ста километров от Люкселе на северо-запад), однако был вынужден повернуть назад в месте под названием Lycksmyran («счастливое болото»). Он пробыл ещё несколько дней в Люкселе, собирая сведения о традициях саамов, а затем, в начале июня, вернулся обратно в Умео.

### Умео — Лулео — путешествие в Норвегию — Лулео
Из Умео Линней направился дальше на север вдоль побережья Ботнического залива; через Шеллефтео и Питео он прибыл в Лулео. Здесь ему удалось достать женский саамский головной убор.
Из Лулео он отправился вдоль Лулеэльвена на северо-запад, вглубь страны, в те области, в которых жили большей частью только саамы. Дойдя до Йокмокка (160 километров от Лулео, здесь он пересёк северный полярный круг), Линней переправился через Лулеэльвен и добрался до Квикйокка (100 километров от Йокмокка).

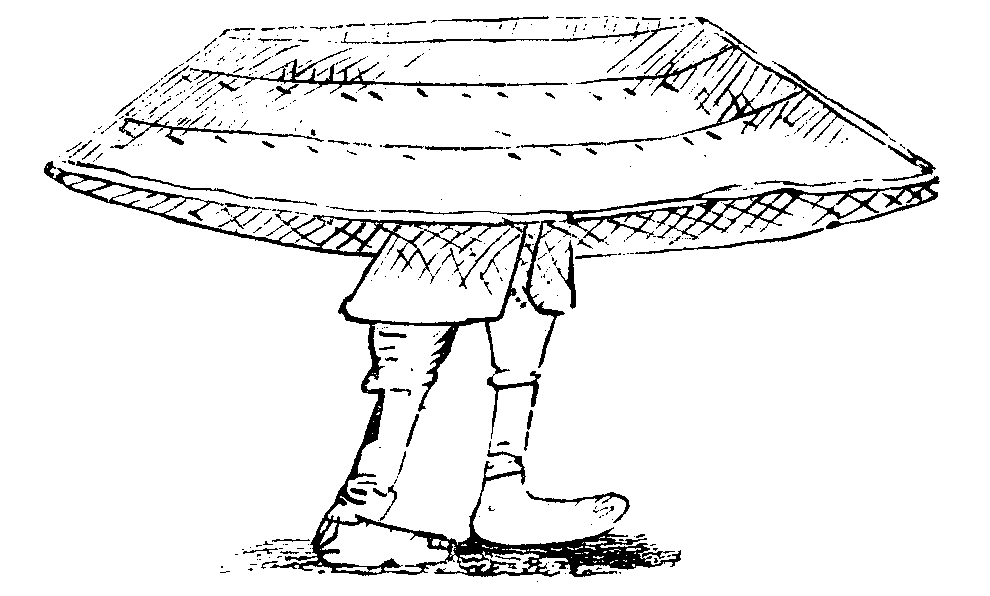
Саам несёт свою лодку. Рисунок Линнея из путевого дневника

Преодолев Скандинавские горы (нагорье Хьёлен), он попал на территорию Норвегии и достиг побережья Норвежского моря в районе залива Фолла (примерно 120 километров от Квикйокка). Здесь он побывал в небольших поселениях Сёрфолл и Рёрстад, после чего примерно тем же маршрутом вернулся в Лулео.
Линней много общался в этот период с саамами, в своём дневнике описывал их быт и образ жизни. Однажды, когда он показал одному сааму свои аккуратные рисунки растений, этот человек вдруг встревожился, снял шапку, поклонился и стал что-то бормотать, производя впечатление человека, который того и гляди упадёт в обморок. Причиной этого случая было то, что рисунки в блокноте саам отождествил с магическими рисунками на саамских бубнах, а относительно Линнея решил, что он шаман.
Что касается взаимоотношений местных христианских миссионеров и саамов-язычников, то Линней писал в своём дневнике об одном характерном для оценки нравов того времени способе изъятия у саамов шаманских бубнов и идолов: если саам отказывался показать, куда он что спрятал, ему обнажали руку, вскрывали на ней вену — и держали его в таком состоянии, истекающего кровью, пока он не пообещает отдать предметы своего культа.

### Лулео — Торнио — Виттанги — Кеми — Уппсала
Из Лулео Линней отправился дальше вдоль побережья Ботнического залива (это была уже самая северная часть залива). Из Торнио (сейчас это территория Финляндии) он направился на север (затем на северо-запад) вдоль реки Турнеэльвен, добравшись до населённого пункта Виттанги. Вернувшись в район Торнио, в местечке Каликс (оно находится на полдороги между Лулео и Торнио) Линней получил инструкции относительно пробных работ, связанных с металлами.
В середине сентября он отправился в обратный путь. Через Кеми он вдоль восточного берега Ботнического залива добрался в конце сентября до Турку, а затем на корабле через Аландские острова добрался до Грислехамна. 10 октября 1732 года Линней вернулся в Уппсалу. Путешествие, таким образом, длилось почти пять месяцев, за это время Линней преодолел более двух тысяч километров.

## Результаты экспедиции

### Результаты в области естествознания
Линней вернулся с большим гербарием, образцами минералов, а также предметами саамской одежды и саамского быта. За время путешествия он наблюдал множество таких растений, сведения о которых он ранее в литературе не встречал, — в вышедшей позднее книге Flora Lapponica таких растений было около ста (и это несмотря на то, что Лапландия является регионом с весьма ограниченным биологическим разнообразием, даже если сравнивать её с южными районами той же Швеции).

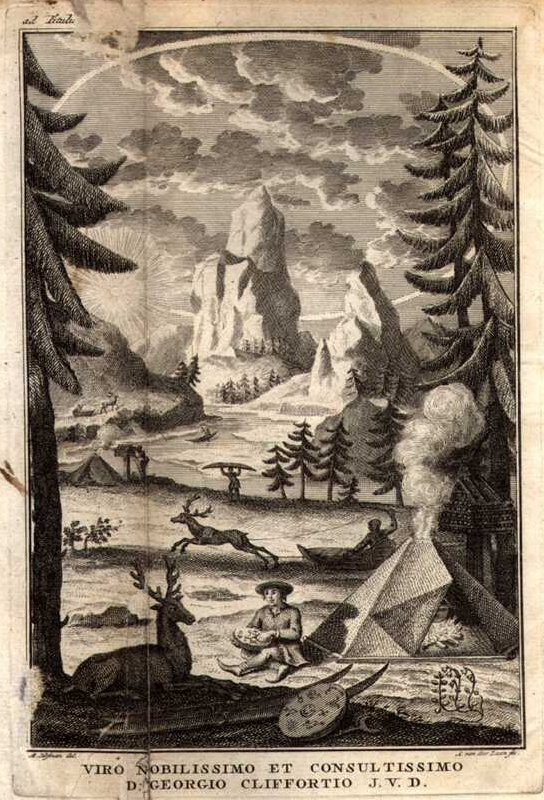
Фронтиспис первого издания Flora Lapponica (1737). На переднем плане изображён сам Карл Линней

Линней рассчитывал на то, что составленный им отчёт об экспедиции будет напечатан в Acta Litteraria Sueciae («Трудах Уппсальского королевского научного общества»). Этого, однако, не произошло, и единственной работой, которая была опубликована в этом издании в 1732 году, стала Florula Lapponica («Краткая Лапландская флора»), представляющая собой каталог растений, собранных им во время экспедиции. Florula Lapponica стала первым напечатанным трудом Линнея, в котором он применил половую систему классификации растений из 24 классов, основанную на строении тычинок и пестиков.
Значительную часть осени 1732 года Линней занимался работой над рукописью с описанием растений Лапландии, продолжил работать над этой рукописью он и в следующем году. В одном из писем от октября 1733 года, в котором Линней приводит перечень того, над чем он сейчас трудится, и давал краткие характеристики всем своим работам, про свою будущую книгу о лапландской флоре писал так: «Описаны травы и деревья, которые растут в Лапландии, причём так полно, что включены все грибы и мхи, указаны их лечебное действие и применение лопарями, даны иллюстрации и описания более чем 100 редких растений, почти никогда не виденных или же до сего времени не описанных».
Линнею так и не удалось издать эту рукопись на родине. Весной 1735 года он уехал в Голландию и осенью того года снова стал заниматься подготовкой её к печати (параллельно с работой над книгами Systema naturae, Bibliotheca Botanica, Genera plantarum, Critica Botanica и Hortus Cliffortianus), когда работал в Гартекампе над описанием растений гербария и сада Джорджа Клиффорда.

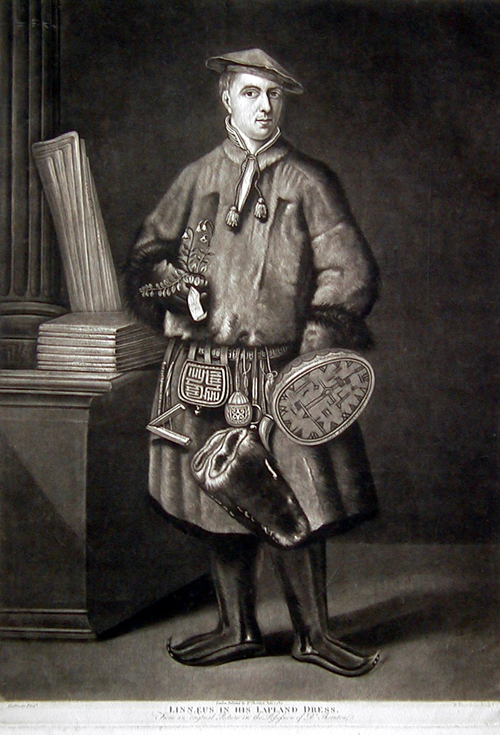
Линней в «лапландском» (традиционном саамском) костюме (1737). Картина голландского художника Мартина Хоффмана.
В одной руке Линней держит шаманский бубен, в другой — своё любимое растение линнею северную, ставшую его личной эмблемой. Саамский костюм (привезённый Линнеем из Лапландской экспедиции), как и гербарий лапландской флоры вместе с рукописью «Флоры Лапландии» Линней взял с собой, когда в 1735 году уехал в Голландию

Flora Lapponica («Лапландская флора») была издана в Амстердаме в 1737 году. Она представляет собой обзор растительного мира Лапландии и содержит подробное описание 534 видов растений и грибов, из которых около ста описаны впервые. В начале книги, в обращении к читателю, Линней приводит краткие сведения об истории изучения Лапландии и о собственном путешествии 1732 года. В предисловии сообщается об административном делении Лапландии, даётся информация о природных особенностях, о местах произрастания растений, а также приводятся сведения о распространении растений, встречающихся здесь, в других регионах. Эта книга стала первым образцом такого жанра современной ботанической литературы, как «флора», при этом основные принципы построения книги до сих пор используются в современных «флорах».
Материалы экспедиции были использованы Линнеем и в сочинении Flora Svecica (с лат. — «Шведская флора», впервые изданном в 1745 году. Линней писал (в третьем лице) о «Шведской флоре», что эта работа «точно учит нас тому, что именно растёт в нашей стране… Чтобы показать это, Линней должен был пройти по большинству провинций в королевстве, пробираться через бездорожную Лапландию и с невероятным трудом карабкаться в охоте за растениями».

### Линней как этнограф
Дневниковые записи, которые Линней вёл на протяжении экспедиции, — Iter Lapponicum (с лат. — «Лапландское путешествие», «Лапландский поход») — при его жизни опубликованы не были. Вместе с другими предметами, составившими так называемую Коллекцию Линнея, эти записи были куплены английским натуралистом Джеймсом Эдвардом Смитом (1759—1828) и вывезены в Великобританию. Впервые дневник был опубликован в 1811 году под редакцией Смита на английском языке под названием Lachesis Lapponica: A Tour in Lapland (с англ. — «Лапландская Лахесис: путешествие в Лапландию»; в названии был использован образ древнегреческой богини Лахесис — одной из мойр, олицетворяющей случайности в судьбе человека). В 1913 году дневник был впервые опубликован на шведском языке — под тем названием, которое он имел в рукописи, Iter Lapponicum («Лапландское путешествие»). Некоторые этнографические наблюдения Линнея за жизнью саамов (лопарей) представляют большую ценность до настоящего времени, поскольку почти не осталось иных свидетельств о том образе жизни, которую вели жители некоторых районов в ту эпоху. Это, к примеру, относится к жизни лесных саамов, о которых Линней писал в своём дневнике.
В 1752 году свои наблюдения за бытом саамов были использованы Линнеем в диссертации на латинском языке Nutrix Noverca («Кормилица как мачеха»), выполненной под его руководством студентом-медиком Фредериком Линдбергом (работа представляла собой изложение и разъяснение студентом идей, предложенных преподавателем). В диссертации говорилось о том, что материнское грудное вскармливание следует поощрять, а практика найма для этих целей специальных кормилиц подлежит искоренению. В диссертации, помимо прочего, пересказывались наблюдения Линнея за саамскими детьми во время Лапландской экспедиции: отмечалось, какими здоровыми они растут при натуральном вскармливании — в отличие от «европейских» детей, которых кормят кормилицы.